# Dębrzyna (Niwiska)
Dębrzyna – nieoficjalna część wsi Niwiska w Polsce położona w województwie podkarpackim, w powiecie kolbuszowskim, w gminie Niwiska.
Według PRNG nazwa oboczna miejscowości to Debrzyna.
W latach 1975–1998 miejscowość administracyjnie należała do województwa rzeszowskiego.